# وایشرینگ
وایشرینگ (به آلمانی: Weichering) یک شهر در آلمان است که در نویبورگ-شروبنهاوزن واقع شده‌است.

## خصوصیات
وایشرینگ ۲۴٫۶۰ کیلومترمربع مساحت دارد ۳۷۴ متر بالاتر از سطح دریا واقع شده‌است.